# Madega
Die Madega, auch der Mageda, war ein abessinisches Getreidemaß.
Trotz unterschiedlicher Teilung des größeren  Ardeb, war das Maß in Massaua dem von Gonder gleich. Das Maß war
- in Kairo 1 Madega = 12 Unzen
- in Gonder 10 Madegas = 1 Ardeb = 4,4 Liter
- in Massaua 24 Madegas = 1 Ardeb = 10,57 Liter
- 1 Mageda = 22 1/5 Pariser Kubikzoll = 4/9 Liter[2]